# Hanni & Nanni 3
Hanni & Nanni 3 ist der Nachfolger der Kinofilme Hanni & Nanni und Hanni & Nanni 2. Er basiert auf Enid Blytons Kinderbuchreihe Hanni und Nanni.

## Handlung
Das Schuljahresende rückt immer näher. Die Mädchen proben fleißig für das Theaterstück, das den Eltern vorgespielt werden soll: Romeo und Julia. Nach einem Casting entscheidet sich Mademoiselle Bertoux für Nanni als Julia, allerdings denkt die Lehrerin, dass es sich um Hanni handelt. Jedoch möchte Nanni die Rolle nicht annehmen.
Bei dem Stück sollen auch Mädchen aus England mitspielen. Aufgrund eines Missverständnisses reist Mister Gordon mit seiner Jungenklasse auf Schloss Lindenhof an. Alsbald verliebt sich Hanni in Clyde, einen dieser Jungen. Auch Daniela will mit ihm flirten, was zu Streit mit Hanni führt. Clyde findet jedoch nur Hanni toll, weiß aber nicht, dass sie eine Zwillingsschwester hat. Und so denkt er immer, wenn er Nanni trifft, bei ihr handele es sich um Hanni. Das führt dazu, dass Nanni sich ebenfalls in Clyde verliebt, der nach einiger Zeit herausfindet, dass er es mit Zwillingsschwestern zu tun hat.
Inzwischen weiß auch Hanni, dass Nanni ebenfalls in Clyde verliebt ist. Die Zwillinge haben daraufhin einen heftigen Streit. Währenddessen taucht im Internat ein alter Schulfreund von Direktorin Theobald auf, Professor Kästner.  Beide haben sich insgeheim immer geliebt. Auch zwischen Frau Mägerlein und Mister Gordon wird es speziell.
Pünktlich zur Aufführung von „Romeo und Julia“ sind alle Streitigkeiten geschlichtet. Jedoch wird die Aufführung nicht so, wie Mademoiselle Bertoux sie erwartet hat. Die Mädchen und Jungen machen aus dem Liebesdrama eine Tanzshow, in der Hanni, Nanni und Daniela, die inzwischen Freundinnen geworden sind, die Hauptrolle spielen.

## Hintergrund
Der Kinostart erfolgte am 9. Mai 2013. DVD und Blu-ray zum Film erschien am 10. Oktober 2013.
Der Titelsong zum Film heißt Sisters Forever von Leo.
Im Jahr 2013 wurden bundesweit 863.870 Besucher an den deutschen Kinokassen gezählt, womit der Film den 39. Platz der meistbesuchten Filme des Jahres belegte.

## Fortsetzung
Der Nachfolger Hanni & Nanni – Mehr als beste Freunde kam am 25. Mai 2017 in die deutschen Kinos.